# Bergbau Fohnsdorf
Der Bergbau Fohnsdorf ist ein ehemaliger Braunkohlebergbau in der steirischen Gemeinde Fohnsdorf, dessen Wodzicki-Schacht mit Stollen bis zu einer Tiefe von knapp 1200 Meter der tiefste Braunkohlebergbau der Welt war. Der Abbau fand von 1670 bis zur Schließung des Bergbaus 1978 statt.

## Geschichte

### Beginn
1670 wurde Braunkohle westlich von Dietersdorf gefunden und fünf Jahre später unter Johann Adolf I. Fürst Schwarzenberg ein Tagebau bei Dietersdorf in Betrieb genommen. Dieser Beginn der Kohlegewinnung in Fohnsdorf brachte einen wirtschaftlichen Aufschwung mit sich. Die Lagerstätte lag in seinem von Murau aus verwalteten Grundbesitz. Seine Versuche der Kohleverwendung in eigenen Hammerwerken scheiterten, der Abbau selbst war erst nach fünf Jahren Auseinandersetzung mit den Vordernberger Behörden bewilligt worden.
Bis 1760/90 dominierte die Holzkohle in Österreich, ehe Maria Theresia und Joseph II. versuchten, Steinkohle umfangreich nützlich anzuwenden. Von 1760 bis 1790 wurden die meisten der bis heute bekannten Kohlebergwerke Österreichs gegründet, der Aufschwung setzte jedoch erst 50 Jahre später ein.

### 19. Jahrhundert
Nach dem Ende des 18. Jahrhunderts (1800) wurde mit dem Stollenbau begonnen.
Bis 1840 wurde die Kohle in erster Linie zur Alaunherstellung verwendet (Sudhütte). Kohle wurde abgebrannt und aus der Asche das Alaunsalz ausgelaugt, das weltweiten Absatz fand.
Ab den 1840er-Jahren war ein Viertel der Bevölkerung Fohnsdorfs im Kohlebergwerk beschäftigt. Diskussionen um die Umweltverträglichkeit begannen – so klagte 1899 die Stadt Judenburg gegen den „belästigten“ Haldengeruch – die Österreichisch-Alpine Montangesellschaft trug die Prozesskosten und damit kam es zu beidseitigem Einvernehmen.
1840 übernahm der Bergbau den gesamten Grubenbesitz der letzten Alaunwerke von Anton Maria Wickerhauser. Die Inbetriebnahme der Stahl- und Walzwerke in Judenburg und Zeltweg führte zu einer gewinnbringenden Steigerung des Kohleabbaues – so waren Eisenbahnschienen aus Zeltweg im gesamten Kaisertum Österreich gefragt.
1840 wurden im Kohlebergwerk Fohnsdorf von 18 Beschäftigten 1500 Tonnen Kohle gefördert, bis 1845 stieg die Förderungsmenge auf 3260 Tonnen jährlich bei 36 Beschäftigten. Absatzschwierigkeiten, schwierige technische Verhältnisse, Grubenbrände und Arbeitskräftemangel sorgten in den 1840er-Jahren für Schwierigkeiten. Der Arbeitskräftemangel wurde durch ortsfremde Arbeitskräfte ausgeglichen.
1850 waren in allen drei Schächten nicht mehr als 100 Personen beschäftigt, 1857 waren es ungefähr acht Beamte, 52 dauerhaft Beschäftigte und 328 periodische Arbeiter.
Karl Mayr und Hugo Henckel von Donnersmarck erwarben 1850 und 1855 Kohlenfelder in Sillweg (östlich von Fohnsdorf; Karl-Schacht und Eduard-Stollen), um den Kohlebedarf teilweise unabhängig vom Ärar decken zu können. Die geologischen Vorteile des Besitzes des Montanärars konnten durch die beiden Gewerke nicht wettgemacht werden. Sie erreichten mit ungefähr 5.000 bis 20.000 Tonnen jährlicher Fördermenge etwa 5 bis 30 Prozent der Förderleistung des Montanärars. Um 1850 setzte ein Wettlauf der Privatgewerke Hugo Henckel von Donnersmarck, Karl Mayr und Johann Adolf II. zu Schwarzenberg ein. Es wurden kleine, zum Teil abbauunwürdige Kohlenlagerstätten in Authal, Holzbrücken (bei Knittelfeld), Kobenz, Maria Buch, Obdach, Sankt Oswald (bei Möderbrugg) und Weißkirchen (wo zu Schwarzenberg seit 1870 schürfte) abgebaut. Über längere Zeit erlangte das 1821 entdeckte Vorkommen im Feeberggraben größere Bedeutung. Dort schürfte zu Schwarzenberg mit den beiden Schachtanlagen Johann Adolf und Josephie (1872/73 und 1884 erbaut) von 1834 bis 1896 315.000 Tonnen Kohle.
Die jährliche Steigerungsrate im Kohlebergbau betrug in der Steiermark 20 Prozent und in Fohnsdorf 36 Prozent. Dadurch entschied sich das Ärar, die ersten beiden seit 1853 geplanten Schachtanlagen abzuteufen. Einige Jahre zuvor war der Tiefbau im Ruhrgebiet eingeführt worden. 1857/58 wurden die Schächte Josefi und Lorenzi mit dampfbetriebenen Seiltrommeln, hölzernen Fördergerüsten, Gestellförderung und unterirdischen Wasserhaltungsmaschinen in Betrieb genommen. Nach der internationalen Wirtschaftskrise von 1857/59 wurden sie erst nach der Überwindung der folgenden Depression wirksam. Bei einer jährlichen Steigerungsrate von 31 Prozent wurde 1875 die vorläufige Höchstfördermenge von 263.000 Tonnen erreicht.
1854 wurden mit dem Allgemeinen Österreichischen Berggesetz erstmals gesetzliche Regelungen zum Abbau (Bergbau) getroffen. Dienstordnung, Beendigung des Arbeitsverhältnisses, Arbeitsentgeltauszahlung, Ausstellung von Entlassscheinen und die Führung eines Mannschaftsbuchs wurden geregelt.
1868 wurde die Rudolfsbahn eröffnet, 1870 mit der Fohnsdorfer Bahn eine Stichstrecke von Zeltweg eröffnet und Fohnsdorf damit an das Schienennetz angeschlossen. Dadurch wurden der Antonischacht (Dietersdorf), der Josefischacht (im Westen des Ortskerns) und der Lorenzischacht (im Osten des Ortskerns) bis 1900 mit Gleisanschlüssen versehen.
Nach dem Verlust des Deutschen Kriegs gegen das Königreich Preußen 1866 war das Kaisertum Österreich zu weitreichenden Veränderungen gezwungen, dadurch war das Montanärar gezwungen, den Bergbau zu verkaufen. Hugo Henckel von Donnersmarck, zuvor mit ungefähr 45 Prozent Hauptabnehmer der Kohle, nützte diese Lage geschickt aus, erwarb das Kohlebergwerk 1869 zu günstigen Konditionen und konnte es eine Woche später zusammen mit seinem Werk in Zeltweg mit großem Gewinn an die neu gegründete Steirische Eisenindustrie-Gesellschaft verkaufen. Während der Gründerzeit begann die Steirische Eisenindustrie-Gesellschaft 1870 mit dem Abteufen eines dritten Tiefbaus östlich von Kumpitz, des Antoni-Schachts. 1870/74 wurden in Zeltweg ein Bessemerstahlwerk und eine Hochofenanlage errichtet, von verschiedenen Aktiengesellschaften – meist von anonymen Generaldirektionen in Wien – finanziert.
Es wurden Hoffnungen auf die Braun- und Glanzkohleverarbeitung gesetzt, es konnten jedoch nur 20 Prozent Fohnsdorfer Kohle zusätzlich zum Koks verarbeitet werden. Nach diesem enttäuschenden Resultat und dem verlustreichen Ankauf eines vermeintlichen Erzreviers am Tulleck bei Eisenerz erlitt die Steirische Eisenindustrie-Gesellschaft nach 1873 einen jährlichen Verlust von 200.000 Österreichischen Gulden (umgerechnet je 1,94 Euro). Nachdem 1869 die Investitionen und eine Hypothek das Aktienkapital schnell aufgezehrt hatten, war nach 1873 durch den Gründerkrach kein ertragreiches Wirtschaften möglich.
Da die Fördermengen bis 1875 auf 263.000 Tonnen Kohle stiegen, wurden erstmals Arbeitspferde eingesetzt.
1878 waren im Kohlebergwerk Fohnsdorf 1044 Arbeiter beschäftigt, davon wohnten 224 verheiratete in Werkswohnungen und 650 ledige in den beiden Ledigenheimen.
Gemäß einer 1873 vom Arzt Johann Hammerschmied veröffentlichten Statistik lag der Kohlebergbau Fohnsdorf mit 175,5 Erkrankungen pro 100 Beschäftigten im Spitzenfeld, bei der Mortalität lag Fohnsdorf mit 3,06 von 100 Arbeitern hinter dem Eisensteinbergbau in Reichenau an der Rax (3,63 Prozent) an zweiter Stelle.
Am 19. Juli 1881 wurde die Österreichisch-Alpine Montangesellschaft gegründet, um durch wirtschaftliche Integration die Bereiche Rohstoff, Versorgung, Güterproduktion und Handel zu verbinden und die Wirtschaftskrise zu überwinden. Das Unternehmen entstand aus der Verbindung der Neuberg-Mariazeller Gewerkschaft, der Steirischen Eisenindustrie-Gesellschaft, der Vordernberg-Köflacher Montangesellschaft, der St. Egydy-Kindberger Eisen- und Stahlindustrie-Gesellschaft und der Hüttenberger Eisenwerks-Gesellschaft. Der französische Bankier Eugéne Bontoux war Finanzier. Er wurde im darauffolgenden Jahr in Paris aufgrund des Zusammenbruchs seiner Hausbank Societé de l’Union Génerale verhaftet. Daraufhin konnte die Österreichisch-Alpine Montangesellschaft mithilfe der Länderbank sowie durch Rationalisierung und Zentralisierung den Gewinn bis 1914 von zwei Millionen Gulden (umgerechnet 19,38 Euro) auf elf Millionen Gulden (umgerechnet 106,59 Euro) erhöhen.

„Seit 1881 war die Alpine unangefochten der größte Kohlenbergbauunternehmer der österreichischen Alpenländer und Fohnsdorf, vor Seegraben und Voitsberg-Köflach, der bedeutendste Kohlenbergbau innerhalb der Alpine.“

Bereits 1881 war eine Doppelschachtanlage geplant worden. Der Wodzicki-Schacht wurde nach dem ersten Präsidenten Ludwig Graf Wodzicki (1881–1892) und der Karl August-Schacht nach dem ersten Generaldirektor Karl August von Frey (1881–1893) benannt. Die Planung und Ausführung, auf acht Jahre und eine Million Gulden (ein Gulden entsprach 9,69 Euro) veranschlagt, wurde dem neuen Direktor Ludwig Heß von Hessenthal übertragen. Die Finanzierung wurde durch den Verkauf von 126.000 Hektar Wald – durch die Stilllegung der meisten Holzkohlehochöfen überflüssig geworden – möglich. Die Arbeiten begannen beim Karl-August-Schacht in Wasendorf 1882 und beim Wodzicki-Schacht 1884. Die beiden Schächte – ungefähr zwei Kilometer voneinander entfernt – waren ober- und untertags miteinander sowie mit den bestehenden Antoni-Schacht und Lorenzi-Schacht verbunden. Antoni- und Lorenzi-Schacht wurden vorerst als Wetterschächte verwendet. Beide Schächte waren mit 450 PS starken Zwillingsdampffördermaschinen der Andritzer Maschinenfabrik ausgestattet. Über Kurbelwellen wurden zwei ein Meter breite Seiltrommeln angetrieben, auf denen sich das Förderseil nebeneinander auf- und abwickelte und über die Seilscheiben am Fördergerüst den vieretagigen Förderkorb bewegte. Je eine Haupt- und Reservefördermaschine mit 350 PS mit Bobinenförderung ermöglichte den Einsatz von vier Förderkörben. Bei der Fördertechnik wurde auf die seit 1877 patentierte Treibscheibenförderung verzichtet, dennoch wurde bei den Fördergerüsten die letzte technische Entwicklung berücksichtigt. Vorbild war die Zeche Hugo, konstruiert von Johann Carl Otto Hugo Baron von Promnitz und Promnitzau – beim Bergbau Fohnsdorf dürfte es sich um die erste Verwendung eines Doppelstrebengerüsts gehandelt haben (im Ruhrgebiet wurde es 1895 erstmals bei der Zeche Zollverein VI verwendet).
Die Aufbereitungsanlage wurde vom Fohnsdorfer Ingenieur Anton Oberegger konstruiert und weitgehend automatisiert. Dadurch sank der Anteil an weiblichen Arbeitskräften 1890 auf acht Prozent (2036 Männer, 176 Frauen). Nach Obereggers Patent lieferte die Firma Škoda aus Pilsen (Königreich Böhmen) bis 1899 33 Sortieranlagen innerhalb Europas. Am Wodzicki-Schacht gab es eine Wasserhaltungsmaschine mit 650 PS, die 4,3 Kubikmeter Wasser pro Minute heben konnte sowie ein Kesselhaus, das die Dampfenergie für den gesamten Schachtbetrieb lieferte.
Die einzige nennenswerte Schwachstelle der Neukonzeption war die Wetterführung. Am Antoni-, Josefi- und Lorenzi-Schacht waren Ventilatoren angebracht worden, mit zunehmender Tiefe war die Abteufung eigener Wetterschächte aufgrund des hohen Methangehalts und der zunehmenden Hitze unumgänglich. Karl Wittgenstein, Zentraldirektor und Hauptaktionär der Prager Eisenindustrie-Gesellschaft, erlangte 1897 mithilfe der Creditanstalt und elf namentlich bekannter Strohmänner mit 80.000 Aktien den Mehrheitsbesitz der Österreichisch-Alpinen Montangesellschaft. Generaldirektor wurde Anton von Kerpely (1897–1903).
1890 wurde die Zahl von 2500 Arbeitern erreicht, bei der Österreichisch-Alpinen Montangesellschaft waren im gleichen Jahr mit 10.650 ein Viertel aller steirischen Industriearbeiter beschäftigt, im Bezirk Judenburg betrug dieser Anteil 60 Prozent (vor allem wegen der Standorte Fohnsdorf und Zeltweg).

### 20. Jahrhundert
Durch die Investitionen Ende des 19. Jahrhunderts konnte die Förderungsmenge merklich gesteigert werden. Mit einer durchschnittlichen Belegschaft von 2000 bis 2500 Arbeitnehmern stieg die Förderungsmenge von 265.700 Tonnen im Jahr 1881 auf 606.000 Tonnen im Jahr 1906. Ein Fünftel der steirischen Kohle wurde in Fohnsdorf gefördert – dies konnte erst wieder kurz vor Ausbruch der Weltwirtschaftskrise erreicht werden. 1903 wurden noch 32 Pferde zur Untertageförderung verwendet, später wurde auf Benzinförderlokomotiven (1907) und auf Pressluftbohrhämmer umgestellt. Die Kesselhäuser wurden durch Kompressoren zur Drucklufterzeugung erweitert. 1908 waren über 2600 Personen beschäftigt und es wurden am Wodzicki-Schacht zwei Dampfturbinen zu 1000 und 2000 PS errichtet, die ab 1910 die elektrische Beleuchtung beider Schachtanlagen ermöglichten. Nach der zentralen Bewetterung wurden der Antoni-, Josefi- und Lorenzi-Schacht stillgelegt, im Antoni-Revier wurde von 1910 bis 1912 ein neuer, kleinerer Schacht mit einem elektrischen Förderhaspel abgeteuft, der ab 1929 ein eisernes Strebengerüst erhielt und als Hilfsschacht verwendet wurde. 1910 wurde eine Tiefe 583 Meter erreicht.

„Fohnsdorf wird zum wichtigsten Bergwerk der Zwischenkriegszeit.“

Aufgrund von Raubbau während des Ersten Weltkriegs wurde vielfach die Leistungsgrenze des Betriebs erreicht. Ein weiteres Abteufen auf unter 583 Meter war mit der 30 Jahre alten Fördermaschine nicht möglich, darum wurde 1916 im Hangenden ein Blindschacht mit einer elektrischen Treibscheibenförderung errichtet und so eine Tiefe von 743 Meter erreicht.
Es gelangte tertiäre „Glanzkohle“ zum Abbau. Das Material besaß zwar einen höheren Heizwert als die üblichen Braunkohlen, eine wirtschaftliche Ausbeutung aus dieser Tiefe ist jedoch nur mit der schlechten Rohstofflage Österreichs nach dem Ersten Weltkrieg erklärbar: Österreich war zu einem Kleinstaat geworden und hatte Kohlenreviere in Nordböhmen (damals Königreich Böhmen), Österreichisch-Schlesien und Markgrafschaft Mähren verloren, wodurch die heimischen Vorräte an Bedeutung gewannen.
Die Braunkohleförderung der Republik Österreich sank auf zwei Millionen Tonnen jährlich – weniger als die Vorkriegsmenge des Herzogtums Steiermark. Die Fördermenge in der Steiermark betrug mit 1,4 Millionen Tonnen ungefähr 70 Prozent der gesamten österreichischen Braunkohleförderung. Nach gescheiterten Versuchen zur Verstaatlichung geriet die Montanindustrie – vor allem die Österreichisch-Alpine Montangesellschaft – zunehmend unter nichtösterreichischen Einfluss. Mit 56,6 Prozent besaß Hugo Stinnes (Weimarer Republik) seit 1921 die Aktienmehrheit, seit 1926 die von Albert Vögler gegründeten Vereinigten Stahlwerke. Generaldirektor von 1922 bis 1935 war Anton Apold.
Von 1923 bis 1929 wurden Rationalisierungen durchgeführt, die Verbesserungen kamen durch die Weltwirtschaftskrise und die damit verbundene Senkung des Kohlebedarfs nur bedingt zum Tragen.
Zwischen 1921 und 1925 sowie 1929/30 wurde die maschinelle Ausrüstung vollständig erneuert und ein Zentralmaschinenhaus erbaut. 1921/22 wurde das Kesselhaus neu gebaut, war mit vier Steilrohrkesseln mit 15 atü (Umrechnung: 14,71 Bar) versehen und wurde 1929 um zwei Steilrohrkessel mit 40 atü (Umrechnung: 39,2266 Bar) und 86 Meter hohe Schornsteine ergänzt. 1924 und 1928 wurden zwei hölzerne Kühlturme erbaut. 1924/25 wurde der gesamte Obertagebetrieb des Wodzicki-Schachts nach einem Plan vom September 1922 reorganisiert. Zwischen 1924 und 1926 wurden die drei Kraftwerke der Österreichisch-Alpine Montangesellschaft in Donawitz, Eisenerz und Fohnsdorf mit Fernleitung verbunden, Fohnsdorf war die größte elektrische Zentrale innerhalb des Unternehmens und das drittgrößte Dampfkraftwerk Österreichs. 1925 wurde eine neue Zwillings-Tandem-Fördermaschine mit 3600 PS und ein Kolben-Verbund-Kompressor mit 1410 PS und 12.000 Kubikmeter Luft pro Minute – beides von der Friedrich Wilhelms-Hütte in Mülheim an der Ruhr geliefert – aufgestellt.
Mit 506.300 Tonnen Kohle lieferte Fohnsdorf 1929 ungefähr ein Viertel der steirischen Förderung und knapp die Hälfte der Österreichisch-Alpine Montangesellschaft. Mit 335.600 und 303.900 Tonnen Kohle folgten der Bergbau Seegraben sowie Voitsberg–Köflach.
Aufgrund der Weltwirtschaftskrise sank die Produktion bis 1931 um 15 Prozent (von 506.000 auf 335.500 Tonnen) – aufgrund des Brennstoffgesetzes zur Förderung der Inlandkohle besser als in der exportabhängigen Eisenindustrie. In der zweiten Jahreshälfte 1931 musste der Karl-August-Schacht für einige Monate stillgelegt werden, ab 1935 verbesserte sich die Wirtschaftslage wieder und es wurden die Fördermengen der Zeit vor dem Ersten Weltkrieg erreicht.
Bis 1937 wurde der Dampfbetrieb schrittweise eingestellt und elektrische Förderhaspeln installiert. Von den ursprünglichen Kesselhaus-Kaminen blieb der 1889/89 errichtete, 36 Meter hohe, bis 1979 stehen. Der Strebbruchbau mit bis zu 200 Meter langen Streben wurde eingeführt.
Aufgrund fehlender Investitionen und Raubbau sank die Wirtschaftlichkeit während des Zweiten Weltkriegs. Am 6. August 1943 kam es im „Zweierfeld“ zu einer verheerenden Schlagwetterexplosion. Von 123 sich im Bergwerk befindlichen Beschäftigten verloren 100 ihr Leben. Der Neubau eines dritten Kühlturms 1940, die Erneuerung des ersten Kühlturms 1941 und der Umbau des Karl August-Wetterschacht-Seilscheibengerüstes 1943 waren kriegsbedingte Ersatzinvestitionen. 1940 wurde versucht, den Wodzicki-Schacht weiter abzuteufen, was an einem Wassereinbruch scheiterte.
In der Nachkriegszeit setzte eine Phase der Stagnation und wirtschaftlichen Zusammenbruchs ein, wonach die reichlichen Kohlenreserven in Österreich vermehrt abgebaut wurden. Unmittelbar nach dem Kriegsende wurde die Förderung auf 286.000 Tonnen Kohle halbiert und als Notlösung der aus dem Jahr 1916 stammende Blindschacht auf 985 Meter abgeteuft.
Seit 1946 war der Kohlenbergbau zu 92 Prozent verstaatlicht und seit 1949 in der Kohlenholding GmbH zusammengefasst. Kohle war damit als billige Energie wichtig für den Wiederaufbau.
1950 wurde im abgeteuften Blindschacht eine elektrische Trommelfördermaschine aufgestellt. Gegen Ende der 1950er-Jahre führten weltwirtschaftliche Schwierigkeiten zu einem Förderungsrückgang: Kohle wurde vom billigeren Erdöl abgelöst. In Fohnsdorf wurde die Schichtzeit gekürzt und ein Jahresfehlbetrag (auch „Verlust“ genannt) erzielt. Zu Beginn der 1960er-Jahre kam eine Schließung ins Gespräch, wurde jedoch bis 1977/78 hinausgezögert.
Mitte der 1950er-Jahre wurden in Österreich mit 6,88 Millionen Tonnen Kohle die größten Fördermengen erreicht. In Fohnsdorf wurde das Kesselhaus modernisiert: ein SGP-Hochdruckkessel wurde 1955, ein elektrischer Kolben-Kompressor 1950 und ein Oerlikon-Dampf-Turbo-Kompressor 1959 aufgestellt. Moderne Schrämmaschinen wurden eingeführt und am Wodzicki-Schacht das Wetterschacht-Fördergerüst erhöht und die Dampffördermaschine 1951 durch eine Treibscheibenmaschine der Waagner-Biro AG ersetzt. Bis 1957 stieg die Förderungsmenge auf 671.600 Tonnen Kohle. 1959 wurde 1134 Meter Teufe – 414 Meter unter dem Meeresspiegel – erreicht. 1957 hatte der Bergbau seinen Höhepunkt überschritten und seine Vorrangstellung eingebüßt.
Der ehemalige Obersteiger Franz Hager, der zwei Schlagwetterexplosionen hautnah miterlebte, berichtete: „Wir kamen am 2. Jänner 1950 nach Fohnsdorf. Uns war bekannt, dass in den Fohnsdorfer Braunkohlenflözen Methangas vorhanden ist. Am ersten Tag meiner Schicht kam es in der Früh vor Schichtbeginn zu einer Schlagwetterexplosion. Es war nicht nur eine Gasexplosion, sondern auch eine Kohlenstaubexplosion. Mehr als zehn Kumpel waren tot, weitere hatten ganz arge Verbrennungen und kämpften im Werksspital ums Überleben. Die Förderhunte lagen kreuz und quer verbeult in der Strecke.“ Bei der zweiten Schlagwetterexplosion acht Jahre später kamen zwei Steiger und acht Kumpel ums Leben. In gefährdeten Gebieten des Bergwerks mussten Gassicherheitslampen mitgeführt werden. Überstieg die Flamme der Lampe den oberen Zylinderrand, galt der Raum als explosiv. Mit Wasserschleiern wurde versucht, den Explosivstoff für wenige Minuten unter Kontrolle zu bringen, um den Bergleuten die Flucht zu ermöglichen, was nicht immer gelang – seit 1910 waren über 270 Todesopfer zu beklagen.
Bergbau – bis 1978 – und Landwirtschaft blieben die dominierenden Arbeitsgebiete in Fohnsdorf. Der Arbeitsmarkt verschärfte sich nach 1960 durch eine Aufnahmesperre im Bergbau. Fohnsdorf entwickelte sich dadurch zu einer Pendlergemeinde (tatsächlich „Wohngemeinde“ genannt).
Durch die Aufnahmesperre im Bergbau Fohnsdorf wanderten junge Bewohner aus Fohnsdorf ab, es trat eine Alterung der Bevölkerung ein. Das Pensionsalter lag – meist aus Gesundheitsgründen – in der Industrie und vor allem im Bergbau unter 60 Jahren. Durch wenige Frauenarbeitsplätze wanderten vor allem Frauen zwischen 20 und 30 Jahren ab.
Die innerösterreichische Produktion von Erdöl und Erdgas sowie deren Import aus der damaligen Sowjetunion setzten der Kohle vermehrt zu. Im Auftrag der Österreichisch-Alpine Montangesellschaft wurde 1962 ein Gutachten über das Bergwerk Fohnsdorf erstellt, aufgrund dessen weder investiert noch modernisiert, sondern nur mehr improvisiert wurde.
Bis 1970 sank die Fördermenge auf 500.000 Tonnen und bis 1975 auf 400.000 Tonnen. Die Anzahl der Arbeiter sank von 2000 (1957) auf 1100 (1975). Ab 1976 galt die Schließung des Bergbaus als sicher, 62,2 Prozent der Bergmänner waren über 40 Jahre alt. Am 17. März 1977 lag der endgültige Stilllegungsbeschluss der Graz-Köflacher Eisenbahn- und Bergbaugesellschaft vor, am 27. Dezember 1978 wurde das Bergwerk geschlossen. Nach der Schließung des Bergbaus 1977/78 verlor ein Viertel der Bevölkerung Fohnsdorfs ihren Arbeitsplatz und daher stieg die Anzahl der Auspendler sprunghaft an. Unmittelbar danach wurde der Wodzicki-Schacht mit 17.184 Kubikmeter Füllmaterial (Hochofengranulat mit Zement und Wasser) gefüllt. Die letzten 870 Bergleute – davon viele Familienväter – verloren ihren Arbeitsplatz. Fast alle Mitarbeiter fanden einen neuen Arbeitsplatz – viele in Köflach, im Hüttenwerk Donawitz oder im VÖEST-Werk in Zeltweg. 1975 wurde das Schulungszentrum Fohnsdorf gegründet und die Firma Eumig (später AT&S) nahm über 300 Arbeiter auf und Siemens errichtete ein Ausbildungszentrum.
Vom Montanhistorischen Verein, dem Knappschaftsverein und den Obersteigern Othmar Deutschmann, Paul Köfl und Franz Menapace wurde das Bergbaumuseum Fohnsdorf erbaut und 1983 eröffnet. Die Errichtung kostete sechs Millionen Schilling (umgerechnet ca. 436.000 Euro). 1989 wurde ein 160 Meter langer unterirdischer Schaustollen eröffnet. Das Museum ist jährlich von Mai bis Oktober geöffnet.

## Tabellen
Folgend die Wachstumsrate der Kohleproduktion von 1829 bis 1913:
| Zeitraum  | Wachstumsrate in Prozent |
| --------- | ------------------------ |
| 1829–1913 | +16,82 Prozent           |
| 1850–1913 | +12,59 Prozent           |
| 1867–1913 | +7,55 Prozent            |
| 1877–1913 | +1,13 Prozent            |
| 1895–1913 | +0,84 Prozent            |
| 1829–1850 | +30,42 Prozent           |
| 1829–1875 | +29,03 Prozent           |
| 1850–1862 | +36,00 Prozent           |
| 1850–1875 | +27,95 Prozent           |
| 1867–1875 | +31,54 Prozent           |
| 1877–1893 | +7,57 Prozent            |
| 1895–1899 | +3,25 Prozent            |
| 1903–1907 | +9,20 Prozent            |

Folgend die Kohlenförderung von 1851 bis 1888 in Holzbrücken und Sillweg:
| Jahr | Henckel von Donnersmarck | Henckel von Donnersmarck | Judenburger Eisenwerke in Sillweg |
| Jahr | Holzbrücken              | Sillweg                  | Judenburger Eisenwerke in Sillweg |
| ---- | ------------------------ | ------------------------ | --------------------------------- |
| 1851 | –                        | –                        | 448 Tonnen                        |
| 1852 | –                        | –                        | 885 Tonnen                        |
| 1853 | –                        | –                        | 1.067 Tonnen                      |
| 1854 | –                        | –                        | 655 Tonnen                        |
| 1855 | 16 Tonnen                | –                        | 1.583 Tonnen                      |
| 1856 | 730 Tonnen               | 2.040 Tonnen             | 2.411 Tonnen                      |
| 1857 | 6.374 Tonnen             | 1.394 Tonnen             | 2.711 Tonnen                      |
| 1858 | 7.712 Tonnen             | 965 Tonnen               | 2.608 Tonnen                      |
| 1859 | 5.064 Tonnen             | 303 Tonnen               | 3.432 Tonnen                      |
| 1860 | 6.578 Tonnen             | –                        | 3.563 Tonnen                      |
| 1861 | 5.682 Tonnen             | –                        | 3.993 Tonnen                      |
| 1862 | 6.845 Tonnen             | –                        | 2.495 Tonnen                      |
| 1863 | 5.468 Tonnen             | –                        | 1.050 Tonnen                      |
| 1864 | –                        | –                        | –                                 |
| 1865 | 5.035 Tonnen             | –                        | 497 Tonnen                        |
| 1866 | 8.723 Tonnen             | –                        | 3.075 Tonnen                      |
| 1867 | 7.263 Tonnen             | –                        | 6.805 Tonnen                      |
| 1868 | 7.906 Tonnen             | –                        | 9.224 Tonnen                      |
| 1869 | –                        | –                        | 10.957 Tonnen                     |
| 1870 | –                        | –                        | 9.197 Tonnen                      |
| 1871 | –                        | –                        | –                                 |
| 1872 | –                        | –                        | 13.136 Tonnen                     |
| 1873 | –                        | –                        | –                                 |
| 1874 | –                        | –                        | –                                 |
| 1875 | –                        | –                        | 14.360 Tonnen                     |
| 1876 | –                        | –                        | 6.755 Tonnen                      |
| 1877 | –                        | –                        | 10.542 Tonnen                     |
| 1878 | –                        | –                        | 12.575 Tonnen                     |
| 1879 | –                        | –                        | 12.188 Tonnen                     |
| 1880 | –                        | –                        | 14.494 Tonnen                     |
| 1881 | –                        | –                        | 17.093 Tonnen                     |
| 1882 | –                        | –                        | 16.052 Tonnen                     |
| 1883 | –                        | –                        | 15.679 Tonnen                     |
| 1884 | –                        | –                        | 13.611 Tonnen                     |
| 1885 | –                        | –                        | 10.365 Tonnen                     |
| 1886 | –                        | –                        | 12.318 Tonnen                     |
| 1887 | –                        | –                        | 14.212 Tonnen                     |
| 1888 | –                        | –                        | 20.540 Tonnen                     |

Die folgende Zeitleiste zeigt die Besitzer des Bergwerks Fohnsdorf von 1670 bis 1978:
Die folgende Statistik zeigt die Fördermenge des Bergwerks Fohnsdorf von 1829 bis 1979:
| Jahr | Fördermenge in Österreich-Ungarn                                                | Fördermenge im Herzogtum Steiermark                                             | Fördermenge in Fohnsdorf                                                        | Anteil der Fohnsdorfer an der steirischen Förderung                             | Jährliche Wachstumsrate |
| ---- | ------------------------------------------------------------------------------- | ------------------------------------------------------------------------------- | ------------------------------------------------------------------------------- | ------------------------------------------------------------------------------- | ----------------------- |
| 1829 | 172.811 Tonnen                                                                  | 7.200 Tonnen                                                                    | 4.032 Tonnen                                                                    | 56 Prozent                                                                      | –                       |
| 1830 | 206.424 Tonnen                                                                  | 27.097 Tonnen                                                                   | 2.502 Tonnen                                                                    | 9,3 Prozent                                                                     | −37,5 Prozent           |
| 1831 | 200.498 Tonnen                                                                  | 34.899 Tonnen                                                                   | 2.296 Tonnen                                                                    | 6,6 Prozent                                                                     | −8,2 Prozent            |
| 1832 | 214.010 Tonnen                                                                  | 34.738 Tonnen                                                                   | 1.786 Tonnen                                                                    | 5,1 Prozent                                                                     | −22,4 Prozent           |
| 1833 | 200.029 Tonnen                                                                  | 18.991 Tonnen                                                                   | 1.951 Tonnen                                                                    | 10,3 Prozent                                                                    | +14,7 Prozent           |
| 1834 | 245.571 Tonnen                                                                  | 18.420 Tonnen                                                                   | 1.745 Tonnen                                                                    | 9,5 Prozent                                                                     | −8,2 Prozent            |
| 1835 | 264.048 Tonnen                                                                  | 28.681 Tonnen                                                                   | 1.600 Tonnen                                                                    | 5,6 Prozent                                                                     | −5,9 Prozent            |
| 1836 | 281.149 Tonnen                                                                  | 35.809 Tonnen                                                                   | 4.035 Tonnen                                                                    | 11,3 Prozent                                                                    | +152,1 Prozent          |
| 1837 | 296.926 Tonnen                                                                  | 33.107 Tonnen                                                                   | 3.378 Tonnen                                                                    | 10,2 Prozent                                                                    | −15,5 Prozent           |
| 1838 | 356.159 Tonnen                                                                  | 35.842 Tonnen                                                                   | 2.696 Tonnen                                                                    | 7,5 Prozent                                                                     | −8,3 Prozent            |
| 1839 | 442.474 Tonnen                                                                  | 30.864 Tonnen                                                                   | 500 Tonnen                                                                      | 1,6 Prozent                                                                     | −80,8 Prozent           |
| 1840 | 489.524 Tonnen                                                                  | 34.679 Tonnen                                                                   | 1.499 Tonnen                                                                    | 4,3 Prozent                                                                     | +199,8 Prozent          |
| 1841 | 549.988 Tonnen                                                                  | 43.077 Tonnen                                                                   | 378 Tonnen                                                                      | 0,9 Prozent                                                                     | −74,8 Prozent           |
| 1842 | 556.208 Tonnen                                                                  | 49.501 Tonnen                                                                   | 1.066 Tonnen                                                                    | 2,2 Prozent                                                                     | +180,5 Prozent          |
| 1843 | 548.253 Tonnen                                                                  | 33.929 Tonnen                                                                   | 1.055 Tonnen                                                                    | 3,1 Prozent                                                                     | −0,5 Prozent            |
| 1844 | 685.573 Tonnen                                                                  | 34.411 Tonnen                                                                   | 838 Tonnen                                                                      | 2,4 Prozent                                                                     | −20,2 Prozent           |
| 1845 | 771.783 Tonnen                                                                  | ?                                                                               | 3.258                                                                           | ?                                                                               | +287,9 Prozent          |
| 1846 | 859.745 Tonnen                                                                  | ?                                                                               | 6.591                                                                           | ?                                                                               | +102,8 Prozent          |
| 1847 | 892.662 Tonnen                                                                  | 48.801 Tonnen                                                                   | 6.589 Tonnen                                                                    | 13,5 Prozent                                                                    | −0,1 Prozent            |
| 1848 | 990.589 Tonnen                                                                  | 47.441 Tonnen                                                                   | 5.962 Tonnen                                                                    | 12,6 Prozent                                                                    | −9,5 Prozent            |
| 1849 | 953.873 Tonnen                                                                  | 60.701 Tonnen                                                                   | 3.728 Tonnen                                                                    | 6,1 Prozent                                                                     | −37,5 Prozent           |
| 1850 | 981.796 Tonnen                                                                  | 67.986 Tonnen                                                                   | 9.355 Tonnen                                                                    | 13,8 Prozent                                                                    | +150,8 Prozent          |
| 1851 | 1.142.693 Tonnen                                                                | 82.933 Tonnen                                                                   | 14.040 Tonnen                                                                   | 17 Prozent                                                                      | +50,2 Prozent           |
| 1852 | 1.380.557 Tonnen                                                                | 107.120 Tonnen                                                                  | 18.311 Tonnen                                                                   | 17,1 Prozent                                                                    | +30,8 Prozent           |
| 1853 | 1.570.113 Tonnen                                                                | 110.239 Tonnen                                                                  | 24.144 Tonnen                                                                   | 21,9 Prozent                                                                    | +21,9 Prozent           |
| 1854 | 1.867.291 Tonnen                                                                | 180.583 Tonnen                                                                  | 32.784 Tonnen                                                                   | 18,2 Prozent                                                                    | +36 Prozent             |
| 1855 | 2.087.411 Tonnen                                                                | 182.372 Tonnen                                                                  | 34.541 Tonnen                                                                   | 20,6 Prozent                                                                    | +14,5 Prozent           |
| 1856 | 2.379.420 Tonnen                                                                | 226.679 Tonnen                                                                  | 42.827 Tonnen                                                                   | 18,9 Prozent                                                                    | +14,2 Prozent           |
| 1857 | 2.635.150 Tonnen                                                                | 259.165 Tonnen                                                                  | 43.596 Tonnen                                                                   | 16,8 Prozent                                                                    | +1,9 Prozent            |
| 1858 | 2.902.435 Tonnen                                                                | ?                                                                               | 34.747 Tonnen                                                                   | ?                                                                               | −20,3 Prozent           |
| 1859 | 3.131.884 Tonnen                                                                | 323.124 Tonnen                                                                  | 11.033 Tonnen                                                                   | 3,4 Prozent                                                                     | −68,2 Prozent           |
| 1860 | 3.383.621 Tonnen                                                                | 360.875 Tonnen                                                                  | 31.294 Tonnen                                                                   | 8,7 Prozent                                                                     | +184,5 Prozent          |
| 1861 | 3.900.932 Tonnen                                                                | 427.231 Tonnen                                                                  | 37.600 Tonnen                                                                   | 8,8 Prozent                                                                     | +20,1 Prozent           |
| 1862 | 4.552.486 Tonnen                                                                | 492.027 Tonnen                                                                  | 45.677 Tonnen                                                                   | 9,3 Prozent                                                                     | +21,5 Prozent           |
| 1863 | 4.573.878 Tonnen                                                                | 417.013 Tonnen                                                                  | 21.169 Tonnen                                                                   | 5,1 Prozent                                                                     | −53,6 Prozent           |
| 1864 | 4.661.102 Tonnen                                                                | 442.183 Tonnen                                                                  | 30.617 Tonnen                                                                   | 6,9 Prozent                                                                     | −2,6 Prozent            |
| 1865 | 5.076.306 Tonnen                                                                | 513.370 Tonnen                                                                  | 29.801 Tonnen                                                                   | 5,8 Prozent                                                                     | −2,6 Prozent            |
| 1866 | 4.893.933 Tonnen                                                                | 541.022 Tonnen                                                                  | 25.628 Tonnen                                                                   | 4,7 Prozent                                                                     | −13,9 Prozent           |
| 1867 | 6.098.805 Tonnen                                                                | 334.577 Tonnen                                                                  | 34.657 Tonnen                                                                   | 5,5 Prozent                                                                     | +35,4 Prozent           |
| 1868 | 6.130.910 Tonnen                                                                | 756.766 Tonnen                                                                  | 53.812 Tonnen                                                                   | 7,1 Prozent                                                                     | +55,5 Prozent           |
| 1869 | 6.608.181 Tonnen                                                                | 837.882 Tonnen                                                                  | 65.087 Tonnen                                                                   | 7,8 Prozent                                                                     | +21 Prozent             |
| 1870 | 7.216.811 Tonnen                                                                | 867.302 Tonnen                                                                  | 92.300 Tonnen                                                                   | 10,6 Prozent                                                                    | +41,8 Prozent           |
| 1871 | 8.575.213 Tonnen                                                                | 1.107.137 Tonnen                                                                | 154.878 Tonnen                                                                  | 14 Prozent                                                                      | +67,8 Prozent           |
| 1872 | 8.985.512 Tonnen                                                                | 1.254.608 Tonnen                                                                | 225.720 Tonnen                                                                  | 18 Prozent                                                                      | +45,8 Prozent           |
| 1873 | 11.502.198 Tonnen                                                               | 1.626.443 Tonnen                                                                | 239.358 Tonnen                                                                  | 14,7 Prozent                                                                    | +6,1 Prozent            |
| 1874 | 12.631.198 Tonnen                                                               | 1.442.542 Tonnen                                                                | 232.208 Tonnen                                                                  | 16,1 Prozent                                                                    | −3 Prozent              |
| 1875 | 12.768.996 Tonnen                                                               | 1.547.336 Tonnen                                                                | 263.647 Tonnen                                                                  | 17 Prozent                                                                      | +13,5 Prozent           |
| 1876 | 11.867.737 Tonnen                                                               | 1.454.076 Tonnen                                                                | 209.990 Tonnen                                                                  | 14,4 Prozent                                                                    | −20,3 Prozent           |
| 1877 | 12.011.882 Tonnen                                                               | 1.447.861 Tonnen                                                                | 199.125 Tonnen                                                                  | 13,8 Prozent                                                                    | −5,1 Prozent            |
| 1878 | 12.319.322 Tonnen                                                               | 1.400.854 Tonnen                                                                | 204.975 Tonnen                                                                  | 14,6 Prozent                                                                    | +3 Prozent              |
| 1879 | 13.284.540 Tonnen                                                               | 1.490.324 Tonnen                                                                | 221.164 Tonnen                                                                  | 14,8 Prozent                                                                    | +7,9 Prozent            |
| 1880 | 14.310.278 Tonnen                                                               | 1.567.497 Tonnen                                                                | 234.491 Tonnen                                                                  | 15 Prozent                                                                      | +6,1 Prozent            |
| 1881 | 15.304.814 Tonnen                                                               | 1.640.155 Tonnen                                                                | 265.680 Tonnen                                                                  | 16,2 Prozent                                                                    | +13,3 Prozent           |
| 1882 | 15.555.310 Tonnen                                                               | 1.757.403 Tonnen                                                                | 335.970 Tonnen                                                                  | 19,1 Prozent                                                                    | +26,5 Prozent           |
| 1883 | 17.047.961 Tonnen                                                               | 1.923.506 Tonnen                                                                | 365.195 Tonnen                                                                  | 20 Prozent                                                                      | +8,7 Prozent            |
| 1884 | 17.199.519 Tonnen                                                               | 1.948.804 Tonnen                                                                | 375.876 Tonnen                                                                  | 19,3 Prozent                                                                    | +3 Prozent              |
| 1885 | 17.892.819 Tonnen                                                               | 1.971.366 Tonnen                                                                | 387.842 Tonnen                                                                  | 19,7 Prozent                                                                    | +3,2 Prozent            |
| 1886 | 18.352.629 Tonnen                                                               | 1.864.295 Tonnen                                                                | 365.152 Tonnen                                                                  | 19,6 Prozent                                                                    | −5,8 Prozent            |
| 1887 | 19.369.323 Tonnen                                                               | 1.864.295 Tonnen                                                                | 365.152 Tonnen                                                                  | 19,6 Prozent                                                                    | −5,8 Prozent            |
| 1888 | 21.134.716 Tonnen                                                               | 2.070.874 Tonnen                                                                | 431.078 Tonnen                                                                  | 10,8 Prozent                                                                    | +16,1 Prozent           |
| 1889 | 22.438.738 Tonnen                                                               | 2.122.844 Tonnen                                                                | 461.436 Tonnen                                                                  | 21,7 Prozent                                                                    | +7,1 Prozent            |
| 1890 | 24.260.121 Tonnen                                                               | 2.270.023 Tonnen                                                                | 447.172 Tonnen                                                                  | 19,7 Prozent                                                                    | −3,1 Prozent            |
| 1891 | 25.375.961 Tonnen                                                               | 2.320.994 Tonnen                                                                | 417.004 Tonnen                                                                  | 18 Prozent                                                                      | −6,7 Prozent            |
| 1892 | 25.431.399 Tonnen                                                               | 2.171.186 Tonnen                                                                | 380.438 Tonnen                                                                  | 17,5 Prozent                                                                    | −6,7 Prozent            |
| 1893 | 28.684.200 Tonnen                                                               | 2.327.980 Tonnen                                                                | 439.998 Tonnen                                                                  | 18,9 Prozent                                                                    | +15,7 Prozent           |
| 1894 | 26.905.490 Tonnen                                                               | 2.260.575 Tonnen                                                                | 436.045 Tonnen                                                                  | 19,3 Prozent                                                                    | −0,9 Prozent            |
| 1895 | 28.111.826 Tonnen                                                               | 2.406.192 Tonnen                                                                | 456.862 Tonnen                                                                  | 19 Prozent                                                                      | +4,8 Prozent            |
| 1896 | 28.782.059 Tonnen                                                               | 2.438.734 Tonnen                                                                | 479.430 Tonnen                                                                  | 19,7 Prozent                                                                    | +5 Prozent              |
| 1897 | 30.950.864 Tonnen                                                               | 2.446.307 Tonnen                                                                | 447.132 Tonnen                                                                  | 18,3 Prozent                                                                    | −6,7 Prozent            |
| 1898 | 32.030.883 Tonnen                                                               | 2.509.001 Tonnen                                                                | 469.018 Tonnen                                                                  | 18,7 Prozent                                                                    | +4,9 Prozent            |
| 1899 | 33.206.933 Tonnen                                                               | 2.623.587 Tonnen                                                                | 521.865 Tonnen                                                                  | 19,9 Prozent                                                                    | +11,3 Prozent           |
| 1900 | 32.683.095 Tonnen                                                               | 2.802.891 Tonnen                                                                | 523.031 Tonnen                                                                  | 18,7 Prozent                                                                    | +0,2 Prozent            |
| 1901 | 34.212.349 Tonnen                                                               | 2.725.912 Tonnen                                                                | 515.245 Tonnen                                                                  | 18,9 Prozent                                                                    | −1,5 Prozent            |
| 1902 | 33.184.722 Tonnen                                                               | 2.585.233 Tonnen                                                                | 498.104 Tonnen                                                                  | 19,3 Prozent                                                                    | −3,3 Prozent            |
| 1903 | 33.655.631 Tonnen                                                               | 2.500.638 Tonnen                                                                | 468.032 Tonnen                                                                  | 18,7 Prozent                                                                    | −6 Prozent              |
| 1904 | 33.855.896 Tonnen                                                               | 2.547.131 Tonnen                                                                | 545.160 Tonnen                                                                  | 21,4 Prozent                                                                    | +16,5 Prozent           |
| 1905 | 35.277.339 Tonnen                                                               | 2.741.969 Tonnen                                                                | 590.787 Tonnen                                                                  | 21,5 Prozent                                                                    | +8,4 Prozent            |
| 1906 | 37.644.102 Tonnen                                                               | 2.794.956 Tonnen                                                                | 606.629 Tonnen                                                                  | 21,7 Prozent                                                                    | +2,7 Prozent            |
| 1907 | 40.112.521 Tonnen                                                               | 3.068.017 Tonnen                                                                | 603.788 Tonnen                                                                  | 19,7 Prozent                                                                    | −0,5 Prozent            |
| 1908 | 40.604.308 Tonnen                                                               | 3.042.376 Tonnen                                                                | 537.320 Tonnen                                                                  | 17,7 Prozent                                                                    | −11 Prozent             |
| 1909 | 39.756.759 Tonnen                                                               | 2.936.968 Tonnen                                                                | 467.229 Tonnen                                                                  | 15,9 Prozent                                                                    | −13 Prozent             |
| 1910 | 38.906.840 Tonnen                                                               | 2.851.284 Tonnen                                                                | 485.877 Tonnen                                                                  | 17 Prozent                                                                      | +4 Prozent              |
| 1911 | 39.645.151 Tonnen                                                               | 2.965.901 Tonnen                                                                | 476.757 Tonnen                                                                  | 16,1 Prozent                                                                    | −1,9 Prozent            |
| 1912 | 42.081.580 Tonnen                                                               | 3.091.397 Tonnen                                                                | 501.305 Tonnen                                                                  | 16,2 Prozent                                                                    | +5,2 Prozent            |
| 1913 | 43.888.221 Tonnen                                                               | 3.161.622 Tonnen                                                                | 485.352 Tonnen                                                                  | 15,5 Prozent                                                                    | −3,2 Prozent            |
| 1914 | 39.127.193 Tonnen                                                               | 2.737.810 Tonnen                                                                | 503.092 Tonnen                                                                  | 18,4 Prozent                                                                    | +3,7 Prozent            |
| Jahr | Fördermenge in Cisleithanien                                                    | Fördermenge in der Steiermark                                                   | Fördermenge in Fohnsdorf                                                        | Anteil der Fohnsdorfer an der steirischen Förderung                             | Jährliche Wachstumsrate |
| 1914 | 23.580.738 Tonnen                                                               | 2.737.810 Tonnen                                                                | 503.092 Tonnen                                                                  | 18,4 Prozent                                                                    | +3,7 Prozent            |
| 1915 | 22.063.835 Tonnen                                                               | 2.871.661 Tonnen                                                                | 533.350 Tonnen                                                                  | 18,6 Prozent                                                                    | +6 Prozent              |
| 1916 | 23.359.800 Tonnen                                                               | 2.962.962 Tonnen                                                                | 527.626 Tonnen                                                                  | 17,8 Prozent                                                                    | −1,1 Prozent            |
| 1917 | 21.598.674 Tonnen                                                               | 2.598.358 Tonnen                                                                | 407.325 Tonnen                                                                  | 15,7 Prozent                                                                    | −22,8 Prozent           |
| Jahr | Fördermenge in Deutschösterreich                                                | Fördermenge in der Steiermark                                                   | Fördermenge in Fohnsdorf                                                        | Anteil der Fohnsdorfer an der steirischen Förderung                             | Jährliche Wachstumsrate |
| 1918 | ?                                                                               | ?                                                                               | ?                                                                               | ?                                                                               | ?                       |
| Jahr | Fördermenge in der Ersten Republik Österreich                                   | Fördermenge in der Steiermark                                                   | Fördermenge in Fohnsdorf                                                        | Anteil der Fohnsdorfer an der steirischen Förderung                             | Jährliche Wachstumsrate |
| 1919 | 2.006.773 Tonnen                                                                | 1.408.911 Tonnen                                                                | 246.620 Tonnen                                                                  | 17,5 Prozent                                                                    | ?                       |
| 1920 | 2.408.865 Tonnen                                                                | 1.667.394 Tonnen                                                                | 302.250 Tonnen                                                                  | 18,1 Prozent                                                                    | +22,7 Prozent           |
| 1921 | 2.478.862 Tonnen                                                                | 1.722.928 Tonnen                                                                | 301.393 Tonnen                                                                  | 17,5 Prozent                                                                    | −0,4 Prozent            |
| 1922 | 3.135.902 Tonnen                                                                | 1.932.062 Tonnen                                                                | 400.302 Tonnen                                                                  | 20,7 Prozent                                                                    | +32,9 Prozent           |
| 1923 | 2.685.467 Tonnen                                                                | 1.589.544 Tonnen                                                                | 345.934 Tonnen                                                                  | 21,7 Prozent                                                                    | −13,6 Prozent           |
| 1924 | 2.785.816 Tonnen                                                                | 1.562.327 Tonnen                                                                | 322.601 Tonnen                                                                  | 20,6 Prozent                                                                    | −6,7 Prozent            |
| 1925 | 3.033.378 Tonnen                                                                | 1.806.364 Tonnen                                                                | 407.577 Tonnen                                                                  | 22,6 Prozent                                                                    | +26,3 Prozent           |
| 1926 | 2.957.728 Tonnen                                                                | 1.687.486 Tonnen                                                                | 443.544 Tonnen                                                                  | 26,3 Prozent                                                                    | +8,8 Prozent            |
| 1927 | 3.064.068 Tonnen                                                                | 1.700.201 Tonnen                                                                | 427.084 Tonnen                                                                  | 25,1 Prozent                                                                    | −3,7 Prozent            |
| 1928 | 3.262.570 Tonnen                                                                | 1.874.815 Tonnen                                                                | 460.340 Tonnen                                                                  | 24,6 Prozent                                                                    | +7,8 Prozent            |
| 1929 | 3.524.792 Tonnen                                                                | 2.034.984 Tonnen                                                                | 506.327 Tonnen                                                                  | 24,9 Prozent                                                                    | +10 Prozent             |
| 1930 | 3.062.981 Tonnen                                                                | 2.034.984 Tonnen                                                                | 359.329 Tonnen                                                                  | 22 Prozent                                                                      | −29 Prozent             |
| 1931 | 2.982.076 Tonnen                                                                | 1.634.765 Tonnen                                                                | 335.543 Tonnen                                                                  | 20,5 Prozent                                                                    | −6,6 Prozent            |
| 1932 | 3.104.471 Tonnen                                                                | 1.814.721 Tonnen                                                                | 409.701 Tonnen                                                                  | 22,6 Prozent                                                                    | +22,1 Prozent           |
| 1933 | 3.014.471 Tonnen                                                                | 1.811.721 Tonnen                                                                | 439.123 Tonnen                                                                  | 24,2 Prozent                                                                    | +7,2 Prozent            |
| Jahr | Fördermenge im Bundesstaat Österreich                                           | Fördermenge in der Steiermark                                                   | Fördermenge in Fohnsdorf                                                        | Anteil der Fohnsdorfer an der steirischen Förderung                             | Jährliche Wachstumsrate |
| 1934 | 2.850.931 Tonnen                                                                | 1.814.594 Tonnen                                                                | 435.184 Tonnen                                                                  | 24 Prozent                                                                      | −0,9 Prozent            |
| 1935 | 2.970.683 Tonnen                                                                | 1.895.063 Tonnen                                                                | 449.184 Tonnen                                                                  | 23,7 Prozent                                                                    | +3,3 Prozent            |
| 1936 | 2.897.203 Tonnen                                                                | 1.887.585 Tonnen                                                                | 436.350 Tonnen                                                                  | 23,1 Prozent                                                                    | −3 Prozent              |
| 1937 | 3.241.770 Tonnen                                                                | 2.101.801 Tonnen                                                                | 499.224 Tonnen                                                                  | 23,8 Prozent                                                                    | +14,4 Prozent           |
| Jahr | Fördermenge in Fohnsdorf während Österreich in der Zeit des Nationalsozialismus | Fördermenge in Fohnsdorf während Österreich in der Zeit des Nationalsozialismus | Fördermenge in Fohnsdorf während Österreich in der Zeit des Nationalsozialismus | Fördermenge in Fohnsdorf während Österreich in der Zeit des Nationalsozialismus | Jährliche Wachstumsrate |
| 1938 | 515.400 Tonnen                                                                  | 515.400 Tonnen                                                                  | 515.400 Tonnen                                                                  | 515.400 Tonnen                                                                  | +3,2 Prozent            |
| 1939 | 523.080 Tonnen                                                                  | 523.080 Tonnen                                                                  | 523.080 Tonnen                                                                  | 523.080 Tonnen                                                                  | +1,5 Prozent            |
| 1940 | 526.900 Tonnen                                                                  | 526.900 Tonnen                                                                  | 526.900 Tonnen                                                                  | 526.900 Tonnen                                                                  | +0,7 Prozent            |
| 1941 | 519.200 Tonnen                                                                  | 519.200 Tonnen                                                                  | 519.200 Tonnen                                                                  | 519.200 Tonnen                                                                  | −1,5 Prozent            |
| 1942 | 530.800 Tonnen                                                                  | 530.800 Tonnen                                                                  | 530.800 Tonnen                                                                  | 530.800 Tonnen                                                                  | +2,2 Prozent            |
| 1943 | 500.000 Tonnen                                                                  | 500.000 Tonnen                                                                  | 500.000 Tonnen                                                                  | 500.000 Tonnen                                                                  | −5,8 Prozent            |
| 1944 | 540.400 Tonnen                                                                  | 540.400 Tonnen                                                                  | 540.400 Tonnen                                                                  | 540.400 Tonnen                                                                  | +8,1 Prozent            |
| 1945 | 293.100 Tonnen                                                                  | 293.100 Tonnen                                                                  | 293.100 Tonnen                                                                  | 293.100 Tonnen                                                                  | −45,8 Prozent           |
| 1946 | 257.700 Tonnen                                                                  | 257.700 Tonnen                                                                  | 257.700 Tonnen                                                                  | 257.700 Tonnen                                                                  | −8,7 Prozent            |
| Jahr | Fördermenge in Österreich                                                       | Fördermenge in der Steiermark                                                   | Fördermenge in Fohnsdorf                                                        | Anteil der Fohnsdorfer an der steirischen Förderung                             | Jährliche Wachstumsrate |
| 1947 | 2.839.351 Tonnen                                                                | 1.880.793 Tonnen                                                                | 286.023 Tonnen                                                                  | 25,2 Prozent                                                                    | +11,1 Prozent           |
| 1948 | 3.337.902 Tonnen                                                                | 2.261.409 Tonnen                                                                | 349.386 Tonnen                                                                  | 15,5 Prozent                                                                    | +22,2 Prozent           |
| 1949 | 3.815.902 Tonnen                                                                | 2.528.582 Tonnen                                                                | 443.664 Tonnen                                                                  | 17,5 Prozent                                                                    | +27 Prozent             |
| 1950 | 4.307.741 Tonnen                                                                | 2.832.001 Tonnen                                                                | 499.181 Tonnen                                                                  | 17,6 Prozent                                                                    | +12,5 Prozent           |
| 1951 | 4.988.679 Tonnen                                                                | 3.207.735 Tonnen                                                                | 531.158 Tonnen                                                                  | 16,6 Prozent                                                                    | +6,4 Prozent            |
| 1952 | 5.178.956 Tonnen                                                                | 3.234.620 Tonnen                                                                | 519.430 Tonnen                                                                  | 16,1 Prozent                                                                    | −2,2 Prozent            |
| 1953 | 5.574.056 Tonnen                                                                | 3.419.653 Tonnen                                                                | 538.497 Tonnen                                                                  | 15,7 Prozent                                                                    | +11,9 Prozent           |
| 1954 | 6.284.830 Tonnen                                                                | 3.834.064 Tonnen                                                                | 602.621 Tonnen                                                                  | 15,1 Prozent                                                                    | +11,9 Prozent           |
| 1955 | 6.618.871 Tonnen                                                                | 4.011.354 Tonnen                                                                | 640.646 Tonnen                                                                  | 16 Prozent                                                                      | +6,3 Prozent            |
| 1956 | 6.729.821 Tonnen                                                                | 4.102.463 Tonnen                                                                | 666.383 Tonnen                                                                  | 16,2 Prozent                                                                    | +4 Prozent              |
| 1957 | 6.877.277 Tonnen                                                                | 4.244.252 Tonnen                                                                | 671.599 Tonnen                                                                  | 15,8 Prozent                                                                    | +0,8 Prozent            |
| 1958 | 6.493.596 Tonnen                                                                | 3.973.612 Tonnen                                                                | 597.605 Tonnen                                                                  | 15 Prozent                                                                      | −10 Prozent             |
| 1959 | 6.220.743 Tonnen                                                                | 3.732.988 Tonnen                                                                | 547.046 Tonnen                                                                  | 14,7 Prozent                                                                    | −8,5 Prozent            |
| 1960 | 5.973.365 Tonnen                                                                | 3.448.339 Tonnen                                                                | 548.826 Tonnen                                                                  | 15,9 Prozent                                                                    | +0,3 Prozent            |
| 1961 | ?                                                                               | ?                                                                               | ?                                                                               | ?                                                                               | ?                       |
| 1962 | 5.711.592 Tonnen                                                                | 3.242.203 Tonnen                                                                | 560.773 Tonnen                                                                  | 17,3 Prozent                                                                    | ?                       |
| 1963 | 6.053.033 Tonnen                                                                | 3.541.620 Tonnen                                                                | 600.000 Tonnen                                                                  | 17 Prozent                                                                      | +7 Prozent              |
| 1964 | 5.760.724 Tonnen                                                                | 3.390.735 Tonnen                                                                | 576.958 Tonnen                                                                  | 17 Prozent                                                                      | −3,8 Prozent            |
| 1965 | 5.450.356 Tonnen                                                                | 3.226.154 Tonnen                                                                | 570.600 Tonnen                                                                  | 17,7 Prozent                                                                    | −1,1 Prozent            |
| 1966 | 5.282.984 Tonnen                                                                | 3.147.094 Tonnen                                                                | 241.800 Tonnen                                                                  | 17,2 Prozent                                                                    | −5,1 Prozent            |
| 1967 | 4.603.965 Tonnen                                                                | 2.916.964 Tonnen                                                                | 506.700 Tonnen                                                                  | 17,4 Prozent                                                                    | −6,5 Prozent            |
| 1968 | 4.176.733 Tonnen                                                                | 2.934.373 Tonnen                                                                | 545.100 Tonnen                                                                  | 18,6 Prozent                                                                    | +7,6 Prozent            |
| 1969 | 3.840.743 Tonnen                                                                | 2.732.836 Tonnen                                                                | 505.800 Tonnen                                                                  | 18,5 Prozent                                                                    | −7,2 Prozent            |
| 1970 | 3.669.558 Tonnen                                                                | 2.701.914 Tonnen                                                                | 515.600 Tonnen                                                                  | 19,1 Prozent                                                                    | +1,9 Prozent            |
| 1971 | 3.769.728 Tonnen                                                                | 2.739.213 Tonnen                                                                | 510.400 Tonnen                                                                  | 18,6 Prozent                                                                    | −1 Prozent              |
| 1972 | 3.755.510 Tonnen                                                                | 2.625.779 Tonnen                                                                | 485.400 Tonnen                                                                  | 18,5 Prozent                                                                    | −4,9 Prozent            |
| 1973 | 3.634.008 Tonnen                                                                | 2.600.312 Tonnen                                                                | 415.200 Tonnen                                                                  | 16 Prozent                                                                      | −14,5 Prozent           |
| 1974 | 3.629.284 Tonnen                                                                | 2.590.731 Tonnen                                                                | 418.700 Tonnen                                                                  | 16,2 Prozent                                                                    | +0,8 Prozent            |
| 1975 | 3.397.404 Tonnen                                                                | 2.437.165 Tonnen                                                                | 402.200 Tonnen                                                                  | 16,5 Prozent                                                                    | −3,9 Prozent            |
| 1976 | 3.214.598 Tonnen                                                                | 2.247.489 Tonnen                                                                | 359.700 Tonnen                                                                  | 16 Prozent                                                                      | −10,6 Prozent           |
| 1977 | 3.127.473 Tonnen                                                                | 2.037.664 Tonnen                                                                | 269.100 Tonnen                                                                  | 13,2 Prozent                                                                    | −25,2 Prozent           |
| 1978 | 3.075.680 Tonnen                                                                | 1.925.291 Tonnen                                                                | 121.762 Tonnen                                                                  | 6,3 Prozent                                                                     | −54,8 Prozent           |
| 1979 | 2.740.742 Tonnen                                                                | 1.622.782 Tonnen                                                                | 0 Tonnen                                                                        | 0 Prozent                                                                       | −100 Prozent            |